# Gran Premio de Madrid de Motociclismo
El Gran Premio de Madrid de Motociclismo fue una carrera de motociclismo de velocidad que se corrió solamente durante el año 1998 debido a que el Autódromo do Estoril sede del Gran Premio de Portugal de Motociclismo no tenía la homologación necesaria para albergar al Campeonato del Mundo de Motociclismo. 

## Ganadores
| Año  | Circuito | 125 cc            | 125 cc      | 250 cc         | 250 cc      | 500 cc       | 500 cc      |
| Año  | Circuito | Piloto            | Constructor | Piloto         | Constructor | Piloto       | Constructor |
| ---- | -------- | ----------------- | ----------- | -------------- | ----------- | ------------ | ----------- |
| 1998 | Jarama   | Lucio Cecchinello | Honda       | Tetsuya Harada | Aprilia     | Carlos Checa | Honda       |